# Сирене с острва Мако
Сирене с острва Мако (енгл. Mako Mermaids) аустралијска је телевизијска серија направљена за децу и тинејџере, Представља наставак серије H2O: Само додај воду који је такође продуцирао Џонатан М. Шиф, заједно са Нетворк тен и Никелодионом.
Серија прати Зака, тинејџера који се претвара у тритона након што случајно упадне у магични базен воде на измишљеном острву Мако.

## Синопсис
Зак је тинејџер који је одлучио да кампује у логору на острву Мако без да зна да га посматрају три тинејџерке сирене: Сирина, Лајла и Никси, које су чуварке на острву. Те ноћи пуног месеца младић ступа у контакт са чаробном водом у Базену Месеца. Следећег јутра, Зак открива да има моћ да контролише и манипулише водом. Касније, када случајно падне у воду, открива да је такође постао тритон (мушка верзија сирене).
Три тинејџерке сирене након њиховог протеривања из јата јер су дозволиле да Зак постане тритон, радознале да сазнају како изгледа живот на копну и спремне да одстране Закове моћи, излазе на површину и инфилтришу се међу људе.
У другој сезони, сирене настављају да откривају тајне Мака и сазнају више о тритоновој комори. Док Никси и Лајла одлазе у потрагу за новим домом, Сирина остаје са Ондином и Мими, сиренама Мака које настављају напоре да уклоне Закове моћи и врате своје острво. Иви, Закова девојка, суочава се са сопственим биткама када и сама постане сирена, док јој остали покушавају помоћи да се носи са променом.
У трећој сезони, без Сирине, Аквати, Заку, Ондини и Мими, придружио се и Вејлан, сирена са истока која је побегла на Мако због уточишта од магичног воденог змаја. Сирене морају да осмисле начин како да победе змаја пре него што уништи њихово уточиште.

## Ликови

### Главни
- Лајла (Луси Фрај) (сезона 1): је главна међу три морске девојчице сирене. Јако је тврдоглава али такође и јако паметна. Иако на почетку свим снагама покушава да одстрани Закове моћи, касније се јако зближава с њим. На крају прве сезоне, Зак спасава Лајлу од смрти, и она се заљубљује у њега.
- Сирина (Ејми Рафл) (сезоне 1-2): једна од три сирене. Наивна и слатка. Када се Никси и Лајла посвађају она их мири.
- Никси (Ајви Латимер) (сезона 1): је авантуриста сирена која се често налази у невољама и ради само оно што она мисли да је исправно.
- Зак Блејкли (Чај Ромруен): постаје морски дечак (тритон) када је пао у Базен Месеца на пун месец. Одрастао је сурфујући и добар је спортиста.
- Иви Макларен (Гема Форсајт): је Закова девојка. Кроз прву сезону мисли да је сирене гоне и постаје јако љубоморна на Лајлу кад види да се приближава Заку. Но на крају, кад сазнаје да је Зак тритон и да су Лајла, Сирина и Никси сирене, постаје њихова пријатељица. У сезони 2, она случајно постаје сирена.
- Ондина (Изабел Дурант) (сезоне 2-3): је нова сирена која се појављује по први пут у сезони 2.
- Мими (Ели Бертрам) (сезоне 2-3): је нова сирена која се појављује по први пут у сезони 2.
- Ерик (Алекс Кубис) (сезона 2): је нови тритон који се појављује по први пут у сезони 2.
- Вејлан (Линда Нго) (сезона 3): је нова кинеска сирена која се појављује по први пут у сезони 3.

### Споредни
- Кам Мичел (Доминик Дојсчер): Заков најбољи пријатељ који први сазнаје за Закову тајну. Он чува његову тајну, али ускоро постаје јако љубоморан на његове моћи.
- Рита Сантос (Керит Аткинсон): је директорка у Заковој школи. Она је такође сирена, али је напустила своје јато да би могла бити са неким момком у којег се заљубила, али који је умро пре него што су се могли венчати. Она је извор знања за сирене и такође их учи како да правилно користе своје моћи.
- Дејвид (Рован Хилс): је радник у Океану Кафеу. Постаје Сиринин момак у епизоди 15.
- Карли (Брук Никол Ли): је радница у Океану Кафеу и Ивина најбоља пријатељица. У сезони 2, она постаје Камова девојка.

## Преглед сезона
| Сезоне | Сезоне | Епизоде | Оригинално емитовање | Оригинално емитовање |
| Сезоне | Сезоне | Епизоде | Почетак емитовања    | Крај емитовања       |
| ------ | ------ | ------- | -------------------- | -------------------- |
|        | 1      | 26      | 26. јул 2013.        | 12. јануар 2014.     |
|        | 2      | 26      | 15. фебруар 2015.    | 9. август 2015.      |
|        | 3      | 13      | 15. мај 2016.        | 28. август 2016.     |

## Емитовање у Србији
Серија је са емитовањем у Србији почела 2014. године на Дизни каналу, титлована на српски језик. Титл је радила Ес-Ди-Ај Медија.

## Развој и продукција

### Прва сезона
Серија најављена у јулу 2011, састојала се од 26 епизода по 26 минута,са опцијом од једне епизоде од 90 минута. Снимање је требало да почне у априлу 2012, али је одложено за почетак маја. Дана 8. маја 2012, Шиф продакшнс најавила је главне улоге и почетак снимања. Снимање је трајало до 12. октобра 2012. Сирене с острва Мако је требало да се емитују у другој половини 2013. године, док је друга сезона потврђена пре него што је прва приказана. Производња прве сезоне износила је 12,3 милиона долара.
Серија је први пут представљена као Мако: Острво тајни, затим као Тајна острва Мако и коначно као Сирене с острва Мако за међународно издање.
Емитовала се на телевизији Нетворк тен у Аустралији као Мако: Острво тајни 26. јула 2013.
У сарадњи са Шиф продакшнс, Нетфликс је ексклузивни провајдер интернет телевизије за серију. Првих тринаест епизода објављено је 26. јула 2013. године, док је друга половина сезоне емитована 15. септембра 2013. Затим је 8. новембра 2013. серија прешла са Нетворк тен на бесплатни дигитални канал Илевен.

### Друга сезона
Друга сезона је потврђена у фебруару 2013. а почетак производње током друге половине 2013. године зависи од финансирања са Скрин Острејлија. Прва половина друге сезоне премијерно је приказана на Нетфликсу 13. фебруара 2015. у Северној и Латинској Америци, Уједињеном Краљевству и другим државама. У Аустралији је друга сезона приказивана на телевизији Илевен од 15. фебруара 2015. Друга половина сезоне објављена је на Нетфликсу 29. маја 2015. Нетфликс је прву половину означио као другу сезону, док је другу половину као трећу.

### Трећа сезона
Трећа сезона од 16 епизода најављена је 2014. године, док је са приказивањем почела на телевизији Илевен 15. маја 2016. и објављена је на Нетфликсу 27. маја 2016. Током сезоне представљена је кинеска сирена Вејлан, као и посебна гостујућа појава Карибе Хајн као Рики Чедвик у последње две епизоде.
Ово је посљедња сезона серије, док следи планирани филм.
Трећа сезона је означена као четврта сезона на Нетфликсу, јер је Нетфликс издао другу сезону као две одвојене сезоне током 2015.